# Kostel svatého Jana Křtitele (Olšany u Prostějova)
Kostel svatého Jana Křtitele je římskokatolický farní chrám v Olšanech u Prostějova.
První zmínka o kostele v Olšanech pochází z roku 1373. Největší ránu obci zasadily události třicetileté války, kdy utrpěl kostel, dvůr i fara. Po válce došlo k provizorní opravě, ale kostel byl přestavěn až počátkem 18. století. Roku 1710 byla kruhová loď přestavěna do kříže, ale celá stavba záhy vyhořela. V letech 1713 - 1735 byl kostel znovu přestavován. Dnes nese barokní prvky. Poslední opravy proběhly v letech 1999 - 2000. Naproti kostela sv. Jana Křtitele, stojí fara z roku 1715 se slunečními hodinami. U kostela se též nacházejí sochy: sv. Jana Nepomuckého, sv. Jana a Pavla, sousoší ukřižování, sousoší Panny Marie, sv. Norberta a sv. Floriána, sochy sv. Cyrila a Metoděje, kříž, smírčí kříž a kamenný mezník.

## Program záchrany architektonického dědictví
V rámci Programu záchrany architektonického dědictví bylo v roce 1998 na opravu památky čerpáno 800 000 Kč.